# Ptisana oreades
Ptisana oreades là một loài dương xỉ trong họ Marattiaceae. Loài này được Domin Murdock mô tả khoa học đầu tiên năm 2008.